# Jan Reijnaud Corver Hooft
Jan Reijnaud Corver Hooft (Amsterdam, 26 november 1821 - Amsterdam, 16 maart 1889) was een Amsterdams advocaat, regent en conservatief politicus.
Jan Reijnaud was de zoon van het Eerste en Tweede Kamerlid Jan Corver Hooft en Ursulina Philippina baronesse van Tuyll van Serooskerken. Daarnaast was hij neef van de Kamerleden Jan Diederik van Tuyll van Serooskerken van Heeze, Jan Elias Nicolaas van Lynden van Hoevelaken en Jacob Willem Dedel. Zijn broer, Gerrit Corver Hooft, was bewindvoerder van de West Indische Compagnie, lid van de Gedeputeerde Staten van Noord-Holland en schout van Amsterdam. De familie heette oorspronkelijk Hooft, maar verwierf in 1854 toestemming om de naam 'Corver' (de tweede voornaam van vader Jan Corver Hooft) aan die van Hooft toe te voegen.
Hij studeerde Romeins en hedendaags recht van 1838 tot 1845, waarna hij magna cum laude promoveerde aan de Hogeschool te Utrecht. Hij vestigde zich als advocaat in Amsterdam, en werd daar in 1855 gekozen in de gemeenteraad, waar hij lid van zou blijven (met een korte onderbreking in 1869) tot 1876, waaronder tien jaar als wethouder. Daarnaast vervulde hij enige bestuurlijke functies, zoals die van voorzitter van de polder 's-Graveland en bestuurslid van het Amsterdamse departement van de Maatschappij tot Nut van 't Algemeen. Van 1874 tot 1886 was hij lid van de Provinciale Staten van Noord-Holland.
In 1875 werd Corver Hooft gekozen in de Tweede Kamer der Staten-Generaal, na onder meer het zittende Kamerlid Barend Brouwer te hebben verslagen. Hij was een veelvuldig en gemaakkelijk spreker met een wat holle stem die zich als conservatief positioneerde. Hij sprak dan ook op een breed scala van onderwerpen. In 1880 behoorde hij tot de 14 leden die tegen de toelating van priester Herman Schaepman stemde, een van de eerste Katholieken op het landelijke politieke toneel. Hij was daarbij de enige conservatief die tegen toelating was. Hij stemde in 1880 ook als enige conservatief tegen een motie-Bichon van IJsselmonde over de herinvoering van de doodstraf.
Van 1881 tot 1884 was hij lid van de parlementaire enquêtecommissie "Exploitatie van de Nederlandse Spoorwegen". In 1883 was hij een van de 12 leden die voor een (verworpen) ordevoorstel stemde om aan te vangen met een wetsvoorstel over kiesrechtuitbreiding - de verwerping waarvan leidde tot de ontslagaanvraag van het Kabinet-Van Lynden van Sandenburg. In 1886 stemde hij tegen vrijwel alle voorstellen tot Grondwetsherziening. Na diverse malen herkozen te zijn, stelde Corver Hooft zich in 1887 niet meer herkiesbaar voor de Tweede Kamer.
Corver Hooft was zijn hele leven ongehuwd. In 1880 werd hij benoemd tot Ridder in de Orde van de Nederlandse Leeuw. Hij was medeoprichter van het Koninklijk Oudheidkundig Genootschap en lid van het genootschap Leesmuseum. Hij woonde onder meer aan de Herengracht (hoek Utrechtsestraat) te Amsterdam, met een buitenhuis Gooilust in 's-Graveland.